# Кубок Кремля 2014
Kremlin  Cup 2014 — тенісний турнір, що проходив на закритих кортах з твердим покриттям спорткомплексу Олімпійський у Москві (Росія). Це був 25-й за ліком Кубок Кремля серед чоловіків і 19-й - серед жінок. Належав до категорії 250 у рамках Туру ATP 2014 і категорії Premier у рамках Туру WTA 2014. Тривав з 13 до 19 жовтня 2014 року.

## Очки і призові

### Нарахування очок
| Дисципліна       | П   | Ф   | ПФ  | ЧФ  | 1/8 | 1/16 | Q   | Q3  | Q2  | Q1  |
| Одиночний розряд | 470 | 305 | 185 | 100 | 55  | 1    | 25  | 18  | 13  | 1   |
| Парний розряд    | 470 | 305 | 185 | 100 | 1   | Н/Д  | Н/Д | Н/Д | Н/Д | Н/Д |

### Призові гроші
| Дисципліна       | П        | F       | ПФ      | ЧФ      | 1/8    | 1/16   | Q3     | Q2     | Q1   |
| Одиночний розряд | $120,000 | $64,000 | $34,865 | $18,220 | $9,700 | $5,385 | $2,210 | $1,010 | $635 |
| Парний розряд    | $38,000  | $20,000 | $11,000 | $5,600  | $3,035 | Н/Д    | Н/Д    | Н/Д    | Н/Д  |

## Учасники основної сітки в рамках чоловічого турніру

### Сіяні учасники
| Країна   | Гравець               | Рейтинг1 | Сіяний |
| -------- | --------------------- | -------- | ------ |
| Канада   | Мілош Раоніч          | 8        | 1      |
| Хорватія | Марин Чилич           | 9        | 2      |
| Латвія   | Ернестс Гульбіс       | 13       | 3      |
| Італія   | Фабіо Фоніні          | 17       | 4      |
| Іспанія  | Роберто Баутіста Аґут | 18       | 5      |
| Іспанія  | Томмі Робредо         | 20       | 6      |
| Росія    | Михайло Южний         | 35       | 7      |
| Італія   | Андреас Сеппі         | 50       | 8      |

- Рейтинг подано станом на 6 жовтня 2014

### Інші учасники
Нижче наведено учасників, які отримали вайлдкард на участь в основній сітці:
- Євген Донской
- Карен Хачанов
- Андрій Рубльов

Нижче наведено гравців, які пробились в основну сітку через стадію кваліфікації:
- Віктор Балуда
- Річардас Беранкіс
- Аслан Карацев
- Педжа Крстин

### Відмовились від участі
До початку турніру
- Пабло Куевас → його замінив  Малік Джазірі
- Рішар Гаске → його замінив  Пере Ріба
- Максімо Гонсалес → його замінив  Хуан Монако
- Денис Істомін → його замінив  Даніель Хімено-Травер
- Дмитро Турсунов → його замінив  Андрій Кузнєцов

## Учасники основної сітки в парному розряді

### Сіяні пари
| Країна          | Гравець          | Країна          | Гравець         | Рейтинг1 | Сіяний |
| --------------- | ---------------- | --------------- | --------------- | -------- | ------ |
| Хорватія        | Іван Додіг       | Бразилія        | Марсело Мело    | 11       | 1      |
| Австралія       | Сем Грот         | Австралія       | Кріс Гуччоне    | 77       | 2      |
| Велика Британія | Колін Флемінг    | Велика Британія | Джонатан Маррей | 147      | 3      |
| Італія          | Даніеле Браччалі | Італія          | Потіто Стараче  | 148      | 4      |

- 1 Рейтинг подано станом на 6 жовтня 2014

### Інші учасники
Нижче наведено пари, які отримали вайлдкард на участь в основній сітці:
- Євген Донской /  Андрій Рубльов
- Костянтин Кравчук /  Андрій Кузнєцов

## Учасниці основної сітки в рамках жіночого турніру

### Сіяні учасниці
| Країна     | Гравчиня               | Рейтинг1 | Сіяна |
| ---------- | ---------------------- | -------- | ----- |
| Словаччина | Домініка Цібулкова     | 12       | 1     |
| Росія      | Катерина Макарова      | 13       | 2     |
| Італія     | Флавія Пеннетта        | 15       | 3     |
| Чехія      | Луціє Шафарова         | 17       | 4     |
| Росія      | Світлана Кузнецова     | 26       | 5     |
| Росія      | Анастасія Павлюченкова | 29       | 6     |
| Чехія      | Кароліна Плішкова      | 30       | 7     |
| Франція    | Каролін Гарсія         | 34       | 8     |

- Рейтинг подано станом на 6 жовтня 2014

### Інші учасниці
Нижче наведено учасниць, які отримали вайлдкард на участь в основній сітці:
- Касаткіна Дарія Сергіївна
- Александра Крунич

Нижче наведено гравчинь, які пробились в основну сітку через стадію кваліфікації:
- Віталія Дяченко
- Катерина Козлова
- Катерина Сінякова
- Леся Цуренко

### Відмовились від участі
До початку турніру
- Сара Еррані (бронхіт) → її замінила  Ана Конюх
- Ана Іванович (травма стегна) → її замінила  Ірина-Камелія Бегу
- Єлена Янкович (травма спини) → її замінила  Крістіна Младенович
- Бояна Йовановські → її замінила  Цветана Піронкова
- Анджелік Кербер → її замінила  Донна Векич
- Петра Квітова → її замінила  Айла Томлянович
- Магдалена Рибарикова (розтягнення лівого стегна) → її замінила  Ольга Говорцова
- Карла Суарес Наварро (травма правого ліктя) → її замінила  Олена Весніна
- Каролін Возняцкі → її замінила  Данка Ковінич

### Знялись
- Ольга Говорцова (травма лівого коліна)
- Клара Коукалова (вірусне захворювання)

## Учасниці основної сітки в парному розряді

### Сіяні пари
| Країна  | Гравчиня               | Країна    | Гравчиня              | Рейтинг1 | Сіяна |
| ------- | ---------------------- | --------- | --------------------- | -------- | ----- |
| Росія   | Катерина Макарова      | Росія     | Олена Весніна         | 11       | 1     |
| Італія  | Флавія Пеннетта        | Швейцарія | Мартіна Хінгіс        | 31       | 2     |
| Росія   | Анастасія Павлюченкова | Чехія     | Луціє Шафарова        | 57       | 3     |
| Франція | Каролін Гарсія         | Іспанія   | Аранча Парра Сантонха | 67       | 4     |

- 1 Рейтинг подано станом на 6 жовтня 2014

### Інші учасниці
Нижче наведено пари, які отримали вайлдкард на участь в основній сітці:
- Вероніка Кудерметова /  Євгенія Родіна

## Переможці та фіналісти

### Одиночний розряд, чоловіки
- Марин Чилич —  Роберто Ботіста-Ахут, 6–4, 6–4

### Одиночний розряд, жінки
- Анастасія Павлюченкова —  Ірина-Камелія Бегу, 6–4, 5–7, 6–1

### Парний розряд, чоловіки
- Франтішек Чермак /  Їржі Веселий —  Сем Грот /  Кріс Гуччоне, 7–6(7–2), 7–5

### Парний розряд, жінки
- Мартіна Хінгіс /  Флавія Пеннетта —  Каролін Гарсія /  Аранча Парра Сантонха, 6–3, 7–5